# Okap (kommun)
Okap är en kommun i Haiti.   Den ligger i departementet Nord, i den norra delen av landet, 140 km norr om huvudstaden Port-au-Prince.